# Hop (telecomunicações)
Em telecomunicação, hops são os "saltos" dados por um sinal, entre um nodo (roteador, computador ou dispositivos) e outro de uma rede, antes de chegar ao seu destino.   